# Arcidiocesi di Oklahoma City
L'arcidiocesi di Oklahoma City (in latino: Archidioecesis Oklahomapolitana) è una sede metropolitana della Chiesa cattolica negli Stati Uniti d'America. Nel 2021 contava 178.502 battezzati su 2.231.272 abitanti. È retta dall'arcivescovo Paul Stagg Coakley.

## Territorio
L'arcidiocesi comprende 46 contee dell'Oklahoma, negli Stati Uniti d'America: Alfalfa, Beaver, Beckham, Blaine, Caddo, Canadian, Carter, Cimarron, Cleveland, Comanche, Cotton, Custer, Dewey, Ellis, Garfield, Garvin, Grady, Grant, Greer, Harmon, Harper, Jackson, Jefferson, Johnston, Kay, Kingfisher, Kiowa, Lincoln, Logan, Love, Major, Marshall, McClain, Murray, Noble, Oklahoma, Pontotoc, Pottawatomie, Roger Mills, Seminole, Stephens, Texas, Tillman, Washita, Woods e Woodward.
Sede arcivescovile è la città di Oklahoma City, dove si trova la cattedrale di Nostra Signora del Perpetuo Soccorso (Our Lady of Perpetual Help).
Il territorio si estende su 109.997 km² ed è suddiviso in 61 parrocchie.

### Provincia ecclesiastica
La provincia ecclesiastica di Oklahoma City, istituita nel 1972, comprende 2 suffraganee:
- la diocesi di Little Rock,
- e la diocesi di Tulsa.

## Storia
La prefettura apostolica del Territorio Indiano fu eretta il 14 maggio 1876, ricavandone il territorio dalla diocesi di Little Rock.
Il 29 maggio 1891 la prefettura apostolica fu elevata a vicariato apostolico con il breve Romani pontifices di papa Leone XIII; il 17 agosto 1905, in forza del breve In hac sublimi di papa Pio X, fu ulteriormente elevato a diocesi con il nome di diocesi dell'Oklahoma.
Il 14 novembre 1930 assunse il nome di diocesi di Oklahoma City-Tulsa.
Il 13 dicembre 1972 per effetto della bolla De sanctae Christi di papa Paolo VI la diocesi si divise dando origine alla presente arcidiocesi metropolitana di Oklahoma City e alla diocesi di Tulsa.

## Cronotassi dei vescovi
Si omettono i periodi di sede vacante non superiori ai 2 anni o non storicamente accertati.
- Isidore Robot, O.S.B. † (14 maggio 1876 - 15 febbraio 1887 deceduto)
- Ignatius Jean, O.S.B. † (1887 - aprile 1890 dimesso)
- Theophile Meerschaert † (2 giugno 1891 - 21 febbraio 1924 deceduto)
- Francis Clement Kelley † (25 giugno 1924 - 1º febbraio 1948 deceduto)
- Eugene Joseph McGuinness † (1º febbraio 1948 succeduto - 27 dicembre 1957 deceduto)
- Victor Joseph Reed † (21 gennaio 1958 - 7 settembre 1971 deceduto)
- John Raphael Quinn † (30 novembre 1971 - 16 febbraio 1977 nominato arcivescovo di San Francisco)
- Charles Alexander Kazimieras Salatka † (27 settembre 1977 - 24 novembre 1992 ritirato)
- Eusebius Joseph Beltran (24 novembre 1992 - 16 dicembre 2010 ritirato)
- Paul Stagg Coakley, dal 16 dicembre 2010

## Statistiche
L'arcidiocesi nel 2021 su una popolazione di 2.231.272 persone contava 178.502 battezzati, corrispondenti all'8,0% del totale.
| anno | popolazione | popolazione | popolazione | presbiteri | presbiteri | presbiteri | presbiteri                | diaconi | religiosi | religiosi | parrocchie |
| anno | battezzati  | totale      | %           | numero     | secolari   | regolari   | battezzati per presbitero | diaconi | uomini    | donne     | parrocchie |
| ---- | ----------- | ----------- | ----------- | ---------- | ---------- | ---------- | ------------------------- | ------- | --------- | --------- | ---------- |
| 1950 | 74.037      | 2.750.000   | 2,7         | 201        | 108        | 93         | 368                       |         | 111       | 714       | 176        |
| 1966 | 109.234     | 2.328.284   | 4,7         | 282        | 206        | 76         | 387                       |         | 102       | 668       | 202        |
| 1970 | 114.627     | 2.500.312   | 4,6         | 252        | 179        | 73         | 454                       |         | 105       | 630       | 125        |
| 1976 | 67.063      | 1.451.914   | 4,6         | 145        | 106        | 39         | 462                       |         | 62        | 268       | 120        |
| 1980 | 67.093      | 1.624.900   | 4,1         | 141        | 103        | 38         | 475                       | 16      | 83        | 278       | 110        |
| 1990 | 79.797      | 1.881.200   | 4,2         | 128        | 94         | 34         | 623                       | 42      | 50        | 182       | 71         |
| 1999 | 92.391      | 2.029.100   | 4,6         | 127        | 96         | 31         | 727                       | 60      | 10        | 153       | 72         |
| 2000 | 99.701      | 2.217.374   | 4,5         | 123        | 99         | 24         | 810                       | 60      | 36        | 158       | 72         |
| 2001 | 98.225      | 2.224.000   | 4,4         | 129        | 105        | 24         | 761                       | 63      | 37        | 154       | 71         |
| 2002 | 103.213     | 2.268.480   | 4,5         | 130        | 106        | 24         | 793                       | 60      | 36        | 142       | 72         |
| 2003 | 103.237     | 2.271.129   | 4,5         | 137        | 109        | 28         | 753                       | 76      | 41        | 138       | 71         |
| 2004 | 103.988     | 2.403.280   | 4,3         | 130        | 102        | 28         | 799                       | 75      | 41        | 138       | 71         |
| 2013 | 113.800     | 2.634.000   | 4,3         | 132        | 102        | 30         | 862                       | 95      | 39        | 74        | 64         |
| 2016 | 118.007     | 2.691.000   | 4,4         | 137        | 107        | 30         | 861                       | 96      | 37        | 80        | 72         |
| 2019 | 125.000     | 2.198.400   | 5,7         | 123        | 96         | 27         | 1.016                     | 110     | 35        | 69        | 63         |
| 2021 | 178.502     | 2.231.272   | 8,0         | 117        | 96         | 21         | 1.525                     | 99      | 29        | 54        | 61         |